# Abasanistus aureopictus
Abasanistus aureopictus är en tvåvingeart som beskrevs av James 1973. Abasanistus aureopictus ingår i släktet Abasanistus och familjen vapenflugor. Inga underarter finns listade i Catalogue of Life.